# Carnegie Medal
Die Carnegie Medal in Literature (Carnegie Medaille für Literatur) ist eine britische Auszeichnung für Kinder- und Jugendbücher. Sie ist nach Andrew Carnegie benannt. Nominierte Bücher müssen in englischer Sprache geschrieben sein und sollten im Vorjahr im Vereinigten Königreich erschienen sein. Die Jury besteht aus Mitgliedern des Chartered Institute of Library and Information Professionals (CILIP). Zusätzlich wird für ausgezeichnete Illustratoren die Kate Greenaway Medal verliehen.
Der Preis wird im Juni/Juli des Folgejahres verliehen. Neben der Medaille erhält der Gewinner einen Büchergutschein über 500 Pfund, den er einer öffentlichen Bücherei oder einer Schulbibliothek spenden kann.
2012 gewann mit Patrick Ness’ A Monster Calls erstmals ein Buch sowohl die Carnegie Medal als auch die Kate Greenway Medal für die besten Illustrationen. 2019 wurde mit The Poet X von Elizabeth Acevedo erstmals in der 83-jährigen Geschichte des Preises das Werk eines „writer of colour“ ausgezeichnet.

## Preisträger
(Bis 2006 bezog sich das Jahr auf das Erscheinungsjahr des Buches, ab 2007 auf das Jahr der Preisverleihung.)
- 1936: Arthur Ransome, Pigeon Post
- 1937: Eve Garnett, The Family from One End Street (dt.  Abenteuer der Familie Ruggles, 1961)
- 1938: Noel Streatfeild, The Circus is Coming (dt. Zirkusschuhe, 2010)
- 1939: Eleanor Doorly, Radium Woman (dt. Madame Curie, die das Radium fand, 1948)
- 1940: Kitty Barne, Visitors from London
- 1941: Mary Treadgold, We Couldn't Leave Dinah
- 1942: 'B.B.' (D. J. Watkins-Pitchford), The Little Grey Men (dt. Die Wichtelreise, 1963)
- 1943: der Preis wurde nicht vergeben, da kein Buch für auszeichnungswürdig gehalten wurde
- 1944: Eric Linklater, The Wind on the Moon (dt. Wind im Mond, 1947)
- 1945: der Preis wurde nicht vergeben, da kein Buch für auszeichnungswürdig gehalten wurde
- 1946: Elizabeth Goudge, The Little White Horse (dt. Das schneeweisse Rösslein, 1953; auch Das kleine weiße Pferd, 1986)
- 1947: Walter de la Mare, Collected Stories for Children (dt. Seltsame Geschichten, 1962)
- 1948: Richard Armstrong, Sea Change
- 1949: Agnes Allen, The Story of Your Home
- 1950: Elfrida Vipont, The Lark on the Wing (dt. Kit am Ziel, 1962)
- 1951: Cynthia Harnett, The Woolpack (dt. Nicolas und die Wollschmuggler, 1984)
- 1952: Mary Norton, The Borrowers (dt. Die Borgmännchen, 1955; auch Die Borger, 1994)
- 1953: Edward Osmond, A Valley Grows Up
- 1954: Ronald Welch (Felton Ronald Oliver), Knight Crusader (dt. Im Reiche der Kreuzritter, 1955)
- 1955: Eleanor Farjeon, The Little Bookroom (dt. Verzauberte Welt, 1957)
- 1956: C. S. Lewis, The Last Battle (dt. Die Tür auf der Wiese; 1974 auch Der Kampf um Narnia, 1982)
- 1957: William Mayne, A Grass Rope (dt.  Das Wirtshaus zum Einhorn, 1966)
- 1958: Philippa Pearce, Tom's Midnight Garden (dt. Als die Uhr dreizehn schlug, 1961)
- 1959: Rosemary Sutcliff, The Lantern Bearers (dt. Drachenschiffe drohen am Horizont, 1962)
- 1960: I. W. Cornwall, The Making of Man
- 1961: Lucy M. Boston, A Stranger at Green Knowe
- 1962: Pauline Clarke, The Twelve and the Genii (dt. Die Zwölf vom Dachboden, 1967)
- 1963: Hester Burton, Time of Trial (dt. Zeit der Prüfung, 1968)
- 1964: Sheena Porter, Nordy Bank (dt. Das Mädchen mit dem Schäferhund, 1966)
- 1965: Philip Turner, The Grange at High Force
- 1966: der Preis wurde nicht vergeben, da kein Buch für auszeichnungswürdig gehalten wurde
- 1967: Alan Garner, The Owl Service (dt. Eulenzauber, 1982)
- 1968: Rosemary Harris, The Moon in the Cloud (dt. Wolken vor dem Mond, 1986)
- 1969: K. M. Peyton, pseud.,  The Edge of the Cloud (dt. Christina und der Bruchpilot, 1973)
- 1970: Leon Garfield & Edward Blishen, The God Beneath the Sea
- 1971: Ivan Southall, Josh (dt. Tim, 1972)
- 1972: Richard Adams, Watership Down (dt. Unten am Fluss, 1975)
- 1973: Penelope Lively, The Ghost of Thomas Kempe (dt. Verflixt noch mal, wer spukt denn da?, 1984)
- 1974: Mollie Hunter, The Stronghold (dt. Der Wehrturm, 1987)
- 1975: Robert Westall, The Machine Gunners (dt. Der Feind, 1987)
- 1976: Jan Mark, Thunder and Lightnings
- 1977: Gene Kemp, The Turbulent Term of Tyke Tiler (dt. Mensch, Theo!, 1987)
- 1978: David Rees, The Exeter Blitz
- 1979: Peter Dickinson, Tulku (dt. Die Dämonen von Dong Pe, 2005)
- 1980: Peter Dickinson, City of Gold (dt. Der brennende Dornbusch : Geschichten aus dem Alten Testament, 1993)
- 1981: Robert Westall, The Scarecrows (dt. Die Vogelscheuchen, 1984)
- 1982: Margaret Mahy, The Haunting (dt. Barneys Besucher, 1986)
- 1983: Jan Mark, Handles
- 1984: Margaret Mahy, The Changeover (dt. Töchter des Mondes, 1987)
- 1985: Kevin Crossley-Holland, Storm
- 1986: Berlie Doherty, Granny was a Buffer Girl (dt. Taube im Sommerlicht, 1989)
- 1987: Susan Price, The Ghost Drum
- 1988: Geraldine McCaughrean, A Pack of Lies (dt. Lauter Lügen, 1991)
- 1989: Anne Fine, Goggle-eyes (dt. Der Neue, 1992)
- 1990: Gillian Cross, Wolf (dt. Tochter des Wolfes, 1992)
- 1991: Berlie Doherty, Dear Nobody (dt. Dear Nobody, 1997)
- 1992: Anne Fine, Flour Babies (dt. Das Baby-Projekt, 1992)
- 1993: Robert Swindells, Stone Cold (dt. Eiskalt, 1997)
- 1994: Theresa Breslin, Whispers in the Graveyard
- 1995: Philip Pullman, Northern Lights (His Dark Materials, Book 1; dt. Der goldene Kompass, 1996)
- 1996: Melvin Burgess, Junk (dt. Junk, 1999)
- 1997: Tim Bowler, River Boy (dt. River Boy, 1999)
- 1998: David Almond, Skellig (dt. Zeit des Mondes, 1999)
- 1999: Aidan Chambers, Postcards From No Man's Land (dt. Nachricht aus dem Niemandsland, 2001)
- 2000: Beverley Naidoo, The Other Side of Truth (dt. Die andere Wahrheit, 2002)
- 2001: Terry Pratchett, The Amazing Maurice and his Educated Rodents (dt. Maurice, der Kater, 2004)
- 2002: Sharon Creech, Ruby Holler (dt. Der weite Weg nach Hause, 2003)
- 2003: Jennifer Donnelly, A Gathering Light (im US-amerik. Original: A Northern Light, dt. Das Licht des Nordens, 2005)
- 2004: Frank Cottrell Boyce, Millions (dt. Millionen, 2004)
- 2005: Mal Peet, Tamar

(Bis 2006 bezog sich das Jahr auf das Erscheinungsjahr des Buches, ab 2007 auf das Jahr der Preisverleihung.)
- 2007: Meg Rosoff, Just in Case (dt. Was wäre wenn, 2007)
- 2008: Philip Reeve, Here Lies Arthur (dt. Gwyna – im Dienste des Zauberers, 2008)
- 2009: Siobhan Dowd (posthum), Bog Child (dt. Anfang und Ende allen Kummers ist dieser Ort, 2009)
- 2010: Neil Gaiman, The Graveyard Book (dt. Das Graveyard-Buch, 2009)
- 2011: Patrick Ness, Monsters of Men (Chaos Walking, Book 3; dt. New World 3: Das brennende Messer, 2010)
- 2012: Patrick Ness, A Monster Calls (dt. Sieben Minuten nach Mitternacht, 2011)
- 2013: Sally Gardner, Maggot Moon (dt. Zerbrochener Mond, 2014)
- 2014: Kevin Brooks, The Bunker Diary (dt. Bunker Diary, 2014)
- 2015: Tanya Landman, Buffalo Soldier
- 2016: Sarah Crossan, One (dt. Eins, 2016)
- 2017: Ruta Sepetys, Salt to the Sea (dt. Salz für die See, 2016)
- 2018: Geraldine McCaughrean, Where the World Ends
- 2019: Elizabeth Acevedo, The Poet X (dt. Poet X, 2019)
- 2020: Anthony McGowan, Lark
- 2021: Jason Reynolds, Look Both Ways (dt. Asphalthelden, 2021)
- 2022: Katya Balen, October, October